# Orazio Borgianni

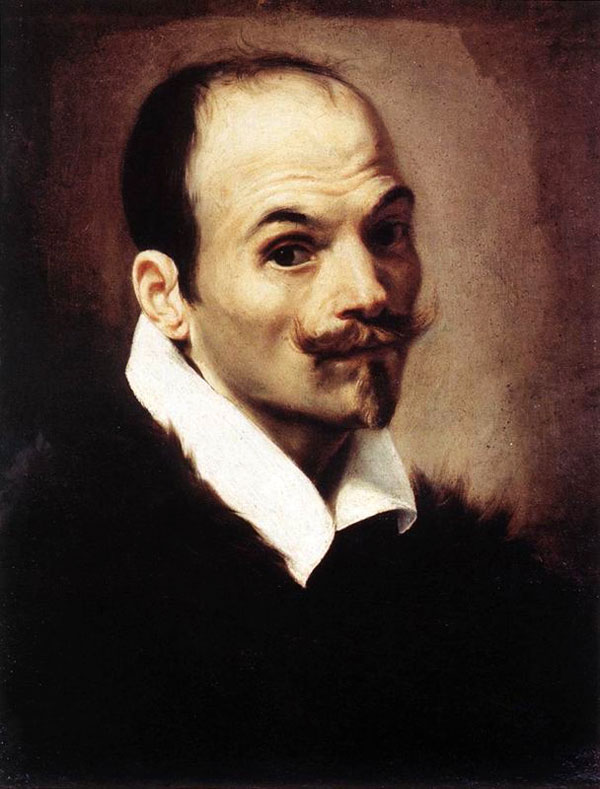
Autorretrato de Borgianni (Palacio Barberini de Roma).

Orazio Borgianni o Borgiani (Roma, hacia 1575–1616) fue un pintor italiano en la transición del manierismo en el que se formó al naturalismo barroco.

## Biografía
Son escasas las noticias relativas a su formación, que debió de tener lugar en Roma, donde habría nacido hacia 1575. En 1593 consta su presencia en Sicilia donde firmó la que es su primera obra conocida: San Gregorio en su estudio de Catania. Viajó luego a España donde se encontraba ya en 1598. En junio de 1603, con Patricio Cajés, Antonio Ricci y otros pintores madrileños solicitó al rey licencia para redactar las ordenanzas de la academia de pintura que se proponían crear en Madrid para «aumento de dicho arte y porque hay muchos daños que remediar». El mismo año debió de retornar a Italia donde parece haber entrado en contacto con la pintura caravaggista. Volvió a residir en España entre 1605 y 1607, cuando retornó definitivamente a Roma sin perder el contacto con la clientela española, como demuestra el importante envío de doce lienzos de altar para el Monasterio de Porta Coeli de Valladolid, conservados en su lugar, al que llegaron en torno a 1611 encargados por Rodrigo Calderón a través del embajador español en Roma. Este último, Francisco de Castro, duque de Taurisano, embajador en Roma de 1609 a 1616, estaba también en posesión de algunas pinturas de Borgianni, lo mismo que su secretario, Juan de Lezcano, a quien Borgianni dedicó una estampa calcográfica con la figura de San Cristóbal.

## Obra

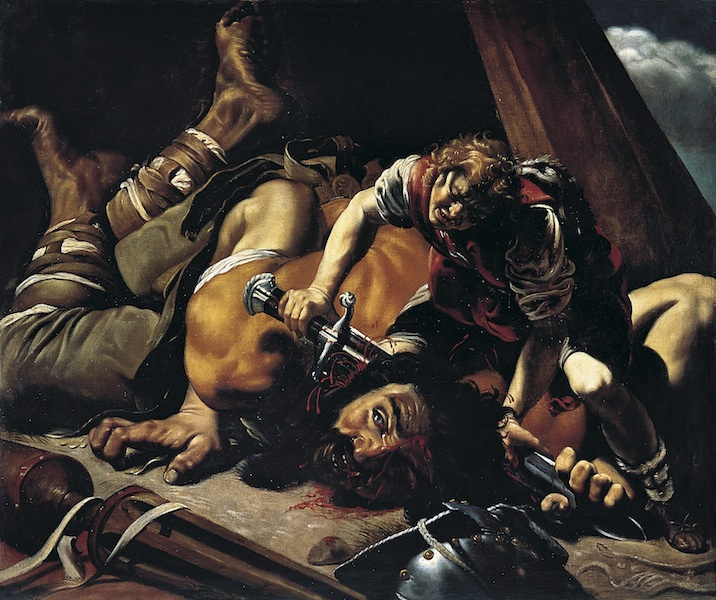
David y Goliat, óleo sobre lienzo, 119 x 143 cm, Madrid, Real Academia de Bellas Artes de San Fernando.

Su estilo juvenil se despega del último manierismo, optando por una paleta tostada, de colores terrosos que se ciñen a la realidad mejor que los caprichosos y fantasiosos colores ácidos del estilo anterior. Su producción coincide de lleno con el meteórico ascenso y prematura muerte de Caravaggio, quien en un periodo de apenas 15 años (1595-1610) conmocionó la pintura europea con su naturalismo tenebrista.
Dados los contactos con la clientela española y los años pasados en España se conserva aquí un número significativo de sus obras, comenzando con un supuesto autorretrato juvenil atribuido en el Museo del Prado, la única de sus obras procedente de la colección real. Además, el citado museo conserva dos obras de adquisición reciente: San Francisco de Asís recibiendo los estigmas (adquirido en 1984) y San Cristóbal y el Niño (donación de José Luis Várez Fisa en 1988), y tiene depositado en el Museo de Cádiz un Cristo crucificado firmado «OPUS HORATII BORGIANI».
Otra versión de San Cristóbal con el Niño más cercana a la estampa de Lezcano, de cuya colección podría proceder, conserva la iglesia parroquial de Gelves (Sevilla). También firmado, el Museo de Jaén conserva una juvenil Huida a Egipto y el de la Real Academia de Bellas Artes de San Fernando un muy caravaggista David y Goliat que fue del embajador en Roma del duque de Módena, según la detallada descripción de Baglioni, primer biógrafo del pintor, además de los citados óleos del monasterio de Porta Coeli, que influyeron significativamente en pintores españoles como Juan Pantoja de la Cruz y Luis Tristán.

## Influencias
Borgianni no siguió servilmente a Caravaggio, pero sus composiciones de colores cálidos y tipos humanos no idealizados lo encuadran más en el caravaggismo que en el clasicismo de los Carracci.
Aunque se considera a Borgianni como un pintor en la estela de Caravaggio, sujeto más al estudio del natural que a las fórmulas ideales del clasicismo, en sus últimos años pareció dirigir su interés hacia Rafael Sanzio. En 1615-16, grabó 52 planchas copiando los murales de Rafael en las Loggias vaticanas.

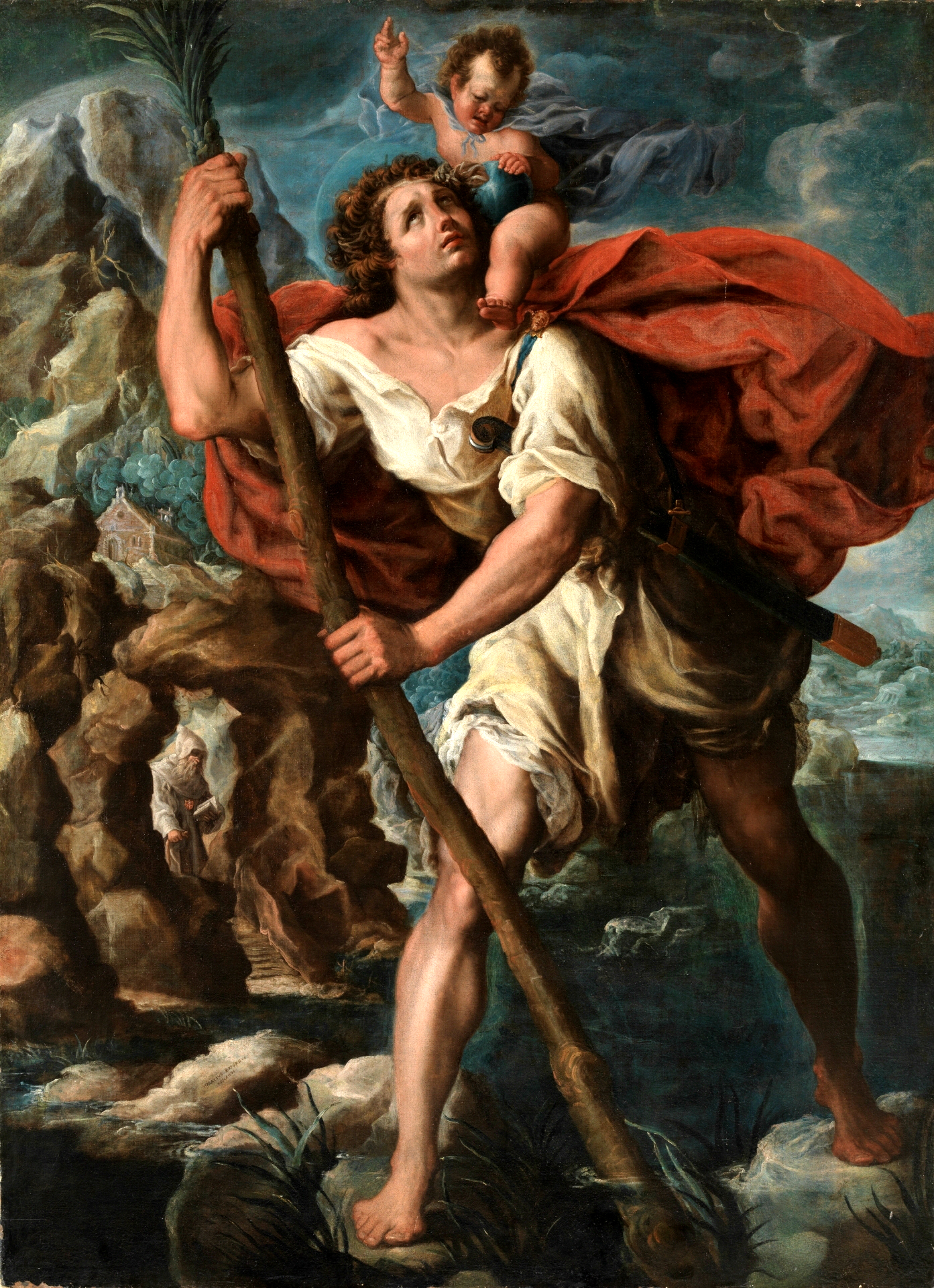
San Cristóbal, Museo del Prado.